# Campionati europei di badminton 1988
I Campionati europei di badminton 1988 si sono svolti a Kristiansand, in Norvegia. È stata l'11ª edizione del torneo organizzato dalla Badminton Europe.

## Podi
| Evento              | Oro                                      | Argento                         | Bronzo                                  |
| Singolare maschile  | Darren Hall                              | Morten Frost                    | Andrei Antropov                         |
| Singolare maschile  | Darren Hall                              | Morten Frost                    | Michael Kjeldsen                        |
| Singolare femminile | Kirsten Larsen                           | Christina Bostofte              | Eline Coene                             |
| Singolare femminile | Kirsten Larsen                           | Christina Bostofte              | Christine Magnusson                     |
| Doppio maschile     | Jens Peter Nierhoff and Michael Kjeldsen | Steen Fladberg and Jan Paulsen  | Chris Rees and Lyndon Williams          |
| Doppio maschile     | Jens Peter Nierhoff and Michael Kjeldsen | Steen Fladberg and Jan Paulsen  | Peter Axelsson and Stefan Karlsson      |
| Doppio femminile    | Dorte Kjaer and Nettie Nielsen           | Julie Munday and Gillian Clark  | Maria Bengtsson and Christine Magnusson |
| Doppio femminile    | Dorte Kjaer and Nettie Nielsen           | Julie Munday and Gillian Clark  | Katrin Schmidt and Kirsten Schmieder    |
| Doppio misto        | Steen Fladberg and Gillian Clark         | Alex Meijer and Erica van Dijck | Henrik Svarrer and Dorte Kjaer          |
| Doppio misto        | Steen Fladberg and Gillian Clark         | Alex Meijer and Erica van Dijck | Jan Eric Antonsson and Maria Bengtsson  |
| Gara a Squadre      | Danimarca                                | Svezia                          | Inghilterra                             |

## Medagliere
| Posiz. | Nazione          | Oro | Argento | Bronzo | Totale |
| ------ | ---------------- | --- | ------- | ------ | ------ |
| 1      | Danimarca        | 5   | 3       | 2      | 11     |
| 2      | Inghilterra      | 2   | 1       | 1      | 4      |
| 3      | Svezia           | 0   | 1       | 4      | 5      |
| 4      | Paesi Bassi      | 0   | 1       | 1      | 2      |
| 5      | Germania Ovest   | 0   | 0       | 1      | 1      |
| 5      | Galles           | 0   | 0       | 1      | 1      |
| 5      | Unione Sovietica | 0   | 0       | 1      | 1      |
| Totale | Totale           | 6   | 6       | 11     | 23     |